# Кубок Португалії з футболу 2012—2013
Кубок Португалії з футболу 2012–2013 — 73-й розіграш кубкового футбольного турніру в Португалії. Титул вперше здобула Віторія (Гімарайнш).

## Календар
| Раунд        | Дата матчів                          | Матчі | Клуби     |
| ------------ | ------------------------------------ | ----- | --------- |
| Перший раунд | 25 серпня - 9 вересня 2012           | 50    | 162 → 112 |
| Другий раунд | 15 вересня - 14 жовтня 2012          | 48    | 112 → 64  |
| 1/32 фіналу  | 18 жовтня - 2 грудня 2012            | 32    | 64 → 32   |
| 1/16 фіналу  | 16 листопада - 12 грудня 2012        | 16    | 32 → 16   |
| 1/8 фіналу   | 30 листопада 2012 - 2 січня 2013     | 8     | 16 → 8    |
| 1/4 фіналу   | 16-17 січня 2013                     | 4     | 8 → 4     |
| 1/2 фіналу   | 30 січня-27 лютого/15-17 квітня 2013 | 4     | 4 → 2     |
| Фінал        | 26 травня 2013                       | 1     | 2 → 1     |

## 1/32 фіналу
| Команда 1               | Рахунок         | Команда 2              |
| ----------------------- | --------------- | ---------------------- |
| 18 жовтня 2012          |                 |                        |
| Фреамунде (2)           | 0:4             | Бенфіка                |
| 19 жовтня 2012          |                 |                        |
| Брага                   | 3:0 дч          | Лейшойш (2)            |
| 20 жовтня 2012          |                 |                        |
| Санта-Евлалія (4)       | 0:1             | Порту                  |
| Гондомар (3)            | 0:2 дч          | Жил Вісенте            |
| Навал (2)               | 1:3 дч          | Ароука (2)             |
| Ольяненсе               | 3:0             | 1 Грудня (3)           |
| Бейра-Мар               | 0:0 дч пен. 4:2 | Пенафієл (2)           |
| Віторія (Сетубал)       | 1:0             | Тондела (2)            |
| 21 жовтня 2012          |                 |                        |
| Понте де Барка (4)      | 1:3             | Академіка              |
| Олівейра-ду-Ошпітал (4) | 1:1 дч пен. 4:2 | Рібейрао (3)           |
| Пампільйоса (3)         | 5:5 дч пен. 4:2 | Спортінг (Ковілья) (2) |
| Фабріл Баррейру (4)     | 3:1             | Електріку (4)          |
| Піньялновенсе (3)       | 0:3             | Лоуріньяненсе (4)      |
| Ліміануш (3)            | 0:1             | Турізенсе (3)          |
| Агіар да Бейра (4)      | 1:0 дч          | Уніао де Ламаш (4)     |
| Атлетіко (Регенгуш) (4) | 0:1             | Фаренсе (3)            |
| Віторія (Гімарайнш)     | 6:1             | Вілаверденсе (3)       |
| Авеш (2)                | 3:1 дч          | Тірзенсе (3)           |
| Сакавененсе (4)         | 2:2 дч пен. 2:3 | Уніау Лейрія (3)       |
| Фатіма (3)              | 0:0 дч пен. 3:4 | Пеналва до Кастело (4) |
| Аліадош Лордело (4)     | 0:2             | Олівейренсе (2)        |
| Варзін (3)              | 1:1 дч пен. 2:3 | Мірандела (3)          |
| Марітіму                | 2:1 дч          | АД Олівейренсе (4)     |
| Ногуейренсе (3)         | 1:3             | Санта-Клара (2)        |
| Анадія (3)              | 2:5 дч          | Белененсеш (2)         |
| Педрас Рубрас (4)       | 3:2 дч          | Уніау Мадейра (2)      |
| Фейренсе (2)            | 3:0             | Фафі (3)               |
| Насьонал                | 4:0             | Ешпінью (3)            |
| Ріу Аве                 | 2:1             | Портімоненсі (2)       |
| Ештуріл                 | 1:2             | Пасуш ді Феррейра      |
| Морейренсе              | 3:2 дч          | Спортінг (Лісабон)     |
| 2 грудня 2012           |                 |                        |
| Калдаш (4)              | 0:0 дч пен. 2:4 | Коімбру (3)            |

## 1/16 фіналу
| Команда 1               | Рахунок         | Команда 2              |
| ----------------------- | --------------- | ---------------------- |
| 16 листопада 2012       |                 |                        |
| Пампільйоса (3)         | 1:3             | Брага                  |
| Морейренсе              | 0:2             | Бенфіка                |
| 17 листопада 2012       |                 |                        |
| Агіар да Бейра (4)      | 0:3             | Марітіму               |
| Фаренсе (3)             | 1:1 дч пен. 4:5 | Бейра-Мар              |
| Насьонал                | 0:3             | Порту                  |
| 18 листопада 2012       |                 |                        |
| Мірандела (3)           | 1:2 дч          | Жил Вісенте            |
| Олівейра-ду-Ошпітал (4) | 0:2             | Фабріл Баррейру (4)    |
| Турізенсе (3)           | 1:0 дч          | Санта-Клара (2)        |
| Ароука (2)              | 2:1 дч          | Ріу Аве                |
| Олівейренсе (2)         | 1:0             | Уніау Лейрія (3)       |
| Лоуріньяненсе (4)       | 3:2             | Фейренсе (2)           |
| Пасуш ді Феррейра       | 2:1             | Ольяненсе              |
| Белененсеш (2)          | 3:0             | Педрас Рубрас (4)      |
| Академіка               | 1:0 дч          | Пеналва до Кастело (4) |
| Віторія (Сетубал)       | 2:2 дч пен. 3:5 | Віторія (Гімарайнш)    |
| 12 грудня 2012          |                 |                        |
| Авеш (2)                | 2:1             | Коімбру (3)            |

## 1/8 фіналу
| Команда 1         | Рахунок         | Команда 2           |
| ----------------- | --------------- | ------------------- |
| 30 листопада 2012 |                 |                     |
| Брага             | 2:1             | Порту               |
| 1 грудня 2012     |                 |                     |
| Академіка         | 3:0             | Турізенсе (3)       |
| 2 грудня 2012     |                 |                     |
| Ароука (2)        | 2:1             | Бейра-Мар           |
| Лоуріньяненсе (4) | 0:6             | Пасуш ді Феррейра   |
| Белененсеш (2)    | 4:0             | Фабріл Баррейру (4) |
| Жил Вісенте       | 1:0             | Олівейренсе (2)     |
| Марітіму          | 1:1 дч пен. 4:5 | Віторія (Гімарайнш) |
| 2 січня 2013      |                 |                     |
| Бенфіка           | 6:0             | Авеш (2)            |

## 1/4 фіналу
| Команда 1           | Рахунок | Команда 2      |
| ------------------- | ------- | -------------- |
| 16 січня 2013       |         |                |
| Пасуш ді Феррейра   | 2:1     | Жил Вісенте    |
| Віторія (Гімарайнш) | 2:1 дч  | Брага          |
| 17 січня 2013       |         |                |
| Ароука (2)          | 1:4     | Белененсеш (2) |
| Академіка           | 0:4     | Бенфіка        |

## 1/2 фіналу
| Команда 1                 | Заг. | Команда 2           | 1-й матч | 2-й матч |
| ------------------------- | ---- | ------------------- | -------- | -------- |
| 30 січня/15 квітня 2013   |      |                     |          |          |
| Пасуш ді Феррейра         | 1:3  | Бенфіка             | 0:2      | 1:1      |
| 27 березня/17 квітня 2013 |      |                     |          |          |
| Белененсеш (2)            | 0:3  | Віторія (Гімарайнш) | 0:2      | 0:1      |

## Фінал
| 26 травня 2013 19:15 (EEST) |

| Бенфіка    | 1:2      | Віторія (Гімарайнш)    |
| ---------- | -------- | ---------------------- |
| Гайтан 30' | Протокол | Судані 80' Перейра 82' |

| Національний стадіон (Жамор), Оейраш Глядачів: 36 850 Арбітр: Жорже Соуза |